# Унже-Павинское сельское поселение
Унже-Павинское сельское поселение — административно-территориальная единица и муниципальное образование в Свердловской области. Входит в состав Таборинского района (Восточный управленческий округ). Административный центр поселения — деревня Унже-Павинская.

## География
Унже-Павинское сельское поселение расположено в Таборинском районе, в восточной части Свердловской области. Площадь сельского поселения — 2170 км², что составляет приблизительно 19,09 % от общей площади Таборинского района. Территория сельского поселения имеет форму, похожую на прямоугольник.
Унже-Павинское сельское поселение граничит:
- с другими территориями того же Таборинского района:
  - на юге (меньшая часть границы) — с Таборинским сельским поселением,
  - на юго-востоке (в одной точке) — с Кузнецовским сельским поселением,
  - на юге (бо́льшая часть границы), западе, севере и востоке — с межселенными территориями Таборинского района;
- на северо-западе — с Гаринским городским округом, не включающим в себя городские и сельские поселения.

Административный центр сельского поселения — деревня Унже-Павинская — расположен в средней части данного муниципального образования, на правом берегу реки Тавды. Расстояние от Унже-Павинской до Екатеринбурга составляет 420 км.
На землях муниципального образования произрастают смешанные и хвойные леса (кедр, сосна, ель, пихта, берёза, осина и др.). Местность значительно заболочена. В лесах водятся такие животные, как медведи, лоси, лисы, кабаны, зайцы, соболь, куница, норка, бобр и пр., в летнее время можно встретить много водоплавающей птицы. В болотах много ягоды (клюквы, брусники, голубики). По территории сельского поселения протекает судоходная река Тавда с притоками. В недрах присутствуют такие полезные ископаемые, как нефть, известняк и торф. В деревне Носово имеется горячий источник, обладающий лечебными свойствами.
Унже-Павинское сельское поселение является самым труднодоступным в Таборинском районе. Расстояние от села Таборы до самого отдалённого населённого пункта сельского поселения — посёлка Новосёлово — составляет 86 км. Дороги грунтовые, щебёночное покрытие только в деревнях Озерки и Унже-Павинская. Зимой пассажирские перевозки — только на автобусах. Имеется два маршрута: Унже-Павинская — Новосёлово — Таборы и Озерки — Таборы. В навигационный период осуществляются пассажирские перевозки по реке Тавда. По два месяца осенью и весной с поселением нет транспортного сообщения. Доставка почты осуществляется один раз в месяц вертолётом. По данным на 2021 год, через поселение идёт прокладка автомобильной дороги Таборы — Гари.

## История
В начале XX века на территории поселения обосновались переселенцы из Казанской, Витебской, Гомельской, Тульской, Брянской, Рязанской и Могилёвской губерний. Население занималось земледелием, скотоводством, охотой и рыболовством. В 1912 году в деревне Озерки была построена православная церковь. В начале 1930-х годов в Таборинском районе началось раскулачивание крестьян и создание колхозов. В 1933 году в районе была создана машинотракторная станция, обеспечивавшая новосозданным колхозам сельскохозяйственную технику. В 1958 году станция была ликвидирована, а трактора и машины передана в колхозы. В 1950 году начало осуществляться поэтапное укрупнение колхозов. В 1982 году колхозы были превращены в совхозы и многие населённые пункты упразднены. В 1990-е годы прошло преобразование совхозов в коллективные сельскохозяйственные предприятия с последующим их разделением на фермерские хозяйства.
Муниципальное образование «Унже-Павинское сельское поселение» в составе Таборинского района было образовано 1 января 2006 года. В него вошли три сельских совета: Носовский, Чернавский и Озёрский.

## Население
| 2010 | 2011 | 2012 | 2013 | 2014 | 2015 | 2016 |
| ---- | ---- | ---- | ---- | ---- | ---- | ---- |
| 353  | ↘351 | ↘321 | ↗330 | ↘323 | ↘287 | ↘265 |
| 2017 | 2018 | 2019 | 2020 | 2021 | 2023 |      |
| →265 | ↘256 | ↘240 | ↘223 | ↗235 | ↘227 |      |

Состав по полу
По переписи 2010 года население Унже-Павинского сельского поселения составляло 353 человека, из них мужчин — 56,7 %, женщин — 43,3 %.

## Состав сельского поселения
| №  | Населённый пункт | Тип населённого пункта          | Население |
| -- | ---------------- | ------------------------------- | --------- |
| 1  | Александровская  | деревня                         | ↘0        |
| 2  | Ефимовская       | деревня                         | ↘0        |
| 3  | Новосёлово       | посёлок                         | ↘4        |
| 4  | Носово           | деревня                         | ↗113      |
| 5  | Озерки           | деревня                         | ↘148      |
| 6  | Томский          | посёлок                         | ↘0        |
| 7  | Унже-Павинская   | деревня, административный центр | ↘111      |
| 8  | Чернавская       | деревня                         | ↘14       |
| 9  | Чирки            | деревня                         | ↘3        |
| 10 | Эхталь           | деревня                         | ↘5        |
| 11 | Якшино           | посёлок                         | ↘2        |

Исчезнувшие населённые пункты: Ёмна, Кыртымья, Усть-Кыртымья, Красная Горка, Чирки, Кошни, Тангупск.

## Экономика
Крестьянские хозяйства занимаются заготовкой леса, а также выращиванием сельскохозяйственной продукции для продажи населению района. В основном это зерновые культуры: пшеница, ячмень, рожь, овёс. Одно из фермерских хозяйств выращивает лошадей. Пиломатериалы обрабатываются на фанерном комбинате в Тавде.